# Bonna d'Artois
Bonna d'Artois (1396 - Dijon 1425), duquessa consort de Borgonya (1424-1425).

## Orígens familiars
Nasqué el 1396 sent filla del duc Felip d'Artois-Eu i Maria de Berry. Era neta per línia paterna de Joan d'Artois-Eu i Isabel de Melun, i per línia materna de Joan I de Berry i Joana d'Armanyac.

## Núpcies i descendents
Es casà, en primeres núpcies, a Beaumont-en-Artois el 20 de juny de 1413 amb Felip de Borgonya, fill del duc Felip II de Borgonya i la comtessa Margarida III de Flandes. D'aquesta unió nasqueren:
- l'infant Carles I de Nevers (1414-1464), comte de Nevers i comte de Rethel
- l'infant Joan I de Nevers (1415-1491), comte de Nevers, Rethel i Eu.

Es tornà a casar, en segones núpcies, a Moulins-les-Engelbert el 30 de novembre de 1424 amb el duc Felip III de Borgonya, esdevenint la seva segona esposa.
D'aquesta unió no nasqueren fills donada la sobtada mort de Bonna d'Artois mesos després d'haver-se casat, el 17 de setembre de 1425.